# Hart (Chieming)
Hart ist ein Gemeindeteil der Gemeinde Chieming im Landkreis Traunstein (Regierungsbezirk Oberbayern, Bayern). Das Pfarrdorf liegt zwischen Chieming und Matzing.

## Geschichte
Der Ort wird 1130 erstmals urkundlich genannt.
Die zwischen dem 12. und 14. Jahrhundert genannten Herren von Hart werden als Besitzer der Turmhügelburg Hilleck genannt. Die katholische Pfarrkirche ist eine einschiffige spätgotische Anlage aus dem 15. Jahrhundert, der Turm wurde 1757/59 angebaut und 1880 gotisiert. Der Chorneubau erfolgte 1888.
Die Gemeinde Hart wurde durch das Gemeindeedikt 1818 errichtet. Der Ort hatte im Jahr 1933 448 Einwohner. Im Laufe der Gebietsreform in Bayern kam die Gemeinde am 1. Januar 1972 zur Gemeinde Chieming.